# Schipbreuk (roman van Marryat)
Schipbreuk: Leven als Robinson Crusoë (oorspronkelijke Engelse titel: Masterman Ready, or the Wreck of the Pacific) is een robinsonade van de Britse auteur Frederick Marryat, verschenen in 1841. Centraal staan de lotgevallen van een familie die midden op zee schipbreuk lijdt. Dankzij de hulp van een oude man slagen ze erin een onbewoond eiland te bereiken, waar ze gedurende enkele jaren overleven alvorens terug te keren naar de bewoonde wereld.

## Verhaal
De rijke Britse familie Seagrave is met de Pacific op weg naar New South Wales, als ze met hun schip in een zware storm belanden. De bemanningsleden vluchten in paniek van boord en laten de Seagraves aan hun lot over. Alleen een oude zeeman genaamd Masterman Ready blijft achter en hij weet het gehavende schip naar een eiland in de buurt te brengen. Hier leggen ze aan en vestigen zich, samen met de dienstmeid Juno die ook op het schip is achtergebleven.
Van de zeeman leren ze allerlei trucs om in de wildernis te overleven. Hij vertelt hun ook zijn levensverhaal: als tienjarige is hij weggelopen bij zijn moeder omdat hij graag naar zee wilde, en aangemonsterd op een kolenschip. Sindsdien is hij bijna voortdurend op zee gebleven, waarbij hij allerlei omzwervingen heeft gemaakt en vele ontberingen heeft doorstaan. Hij had steeds andere kameraden om zich heen, van wie hij de meeste van nabij heeft zien sterven.
Na een paar jaar blijken er ook inboorlingen op het eiland te wonen, met wie de familie Seagrave de strijd moet aanbinden. Ze zetten een eigen fort op en slagen erin enkele aanvallen af te slaan. Maar dan gaat er iets vreselijk fout, waardoor ze zonder water komen te zitten. Als Masterman Ready water in de buurt gaat halen, wordt hij door een inboorling aangevallen en dodelijk verwond. Doordat kapitein Osborn van de Pacific de gestrande familie via zijn stuurman weer op het spoor is gekomen, worden de Seagraves nog net op tijd gered. Ze keren terug naar huis, maar tot hun grote verdriet zonder Masterman Ready, die ze op het eiland moeten begraven.

## Achtergronden
Het verhaal was in de eerste plaats een tegenreactie op de in 1812 verschenen roman De Zwitserse familie Robinson van de Zwitser Johann David Wyss. Marryat, die zelf zeeman van beroep was, had scherpe kritiek op dit boek, onder meer vanwege de romantische manier waarop het lijden van een schipbreuk door Swiss werd afgeschilderd. Met zijn eigen verhaal wilde hij de rauwe werkelijkheid die een schipbreuk met zich meebrengt laten zien.
Het verhaal is meerdere malen in het Nederlands vertaald. De eerste vertaling, onder de titel Stuurman Flink of de schipbreuk van De Vrede, dateert van 1843 en is van Jan Goeverneur. In 1978 verscheen er een nieuwe vertaling van Hans Dorrestijn bij Het Spectrum, onder de titel Schipbreuk: Leven als Robinson Crusoë. In deze laatste bewerking heet Masterman Ready "Marsman Wilke".